# Eucommiaceae
Eucommiaceae es una familia arbórea dentro del orden Garryales, si bien anteriormente se consideraba un orden separado, Eucommiales. Tiene un solo género, Eucommia, y una sola especie, Eucommia ulmoides, el árbol de la gutapercha.

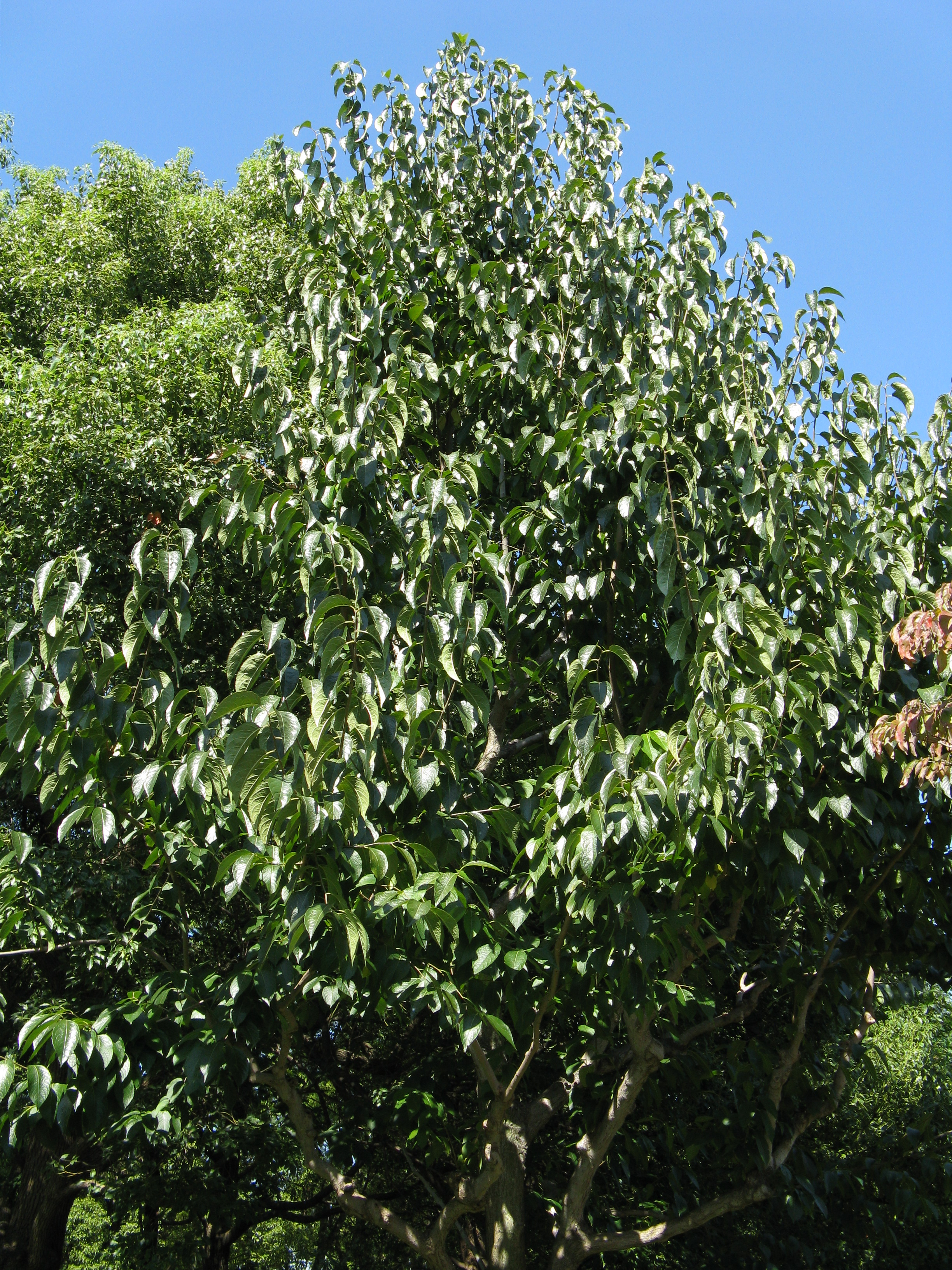
Vista del árbol

## Descripción
Es un pequeño árbol nativo de China. Se ha extinguido en la vida silvestre, pero está ampliamente cultivado en China por su corteza y su goma o gutapercha, altamente valoradas en la medicina tradicional china. Es una de las 50 hierbas fundamentales de la medicina China, donde es llamada dùzhòng (杜仲). Es el único árbol de las zonas templadas que produce látex de goma, tolerando esta especie temperaturas invernales de hasta -30°.
Alcanza los 20 metros de altura y su tronco un diámetro de hasta 50 cm (Flora of China). Las hojas son caducas, alternas, simples ovadas de  8–16 cm longitud, y márgenes serrados. Las flores son pequeñas y verdosas, el fruto es una sámara con una semilla. 
También se cultiva ocasionalmente en jardines botánicos de Europa y Norteamérica.
Género ampliamente distribuido por todo el Hemisferio Norte durante el Cenozoico. Su presencia está atestiguada desde el Eoceno al Plioceno en Norteamérica (Call & Dilcher 1997) y hasta fechas mucho más recientes en el sur de Europa, siendo la península itálica el lugar en el que parece haber sobrevivido por más tiempo (Ioniense). Aunque han existido distintas especies durante tan dilatado espacio de tiempo, la especie que sobrevivió en Europa durante el Plioceno y buena parte del Pleistoceno es morfológicamente prácticamente indistinguible de la especie actual, habiéndose atribuido muchos de esos fósiles más recientes a la especie actual (Eucommia cf. ulmoides).

## Taxonomía
Eucommia ulmoides fue descrito por Daniel Oliver y publicado en Icones Plantarum 20: pl. 1950. 1890.